# Joseph Touchemoulin
Joseph Touchemoulin (* 23. Oktober 1727 in Chalon-sur-Saône; † 25. Oktober 1801 in Regensburg) war ein französischer Komponist und Violinist der Klassik, der hauptsächlich in Bonn und Regensburg wirkte.

## Leben
Joseph Touchemoulin, der Sohn des Stadt-Hautboisten Louis Touchemoulin und dessen Frau Jeanne Roulot, hatte schon sehr früh eine Anstellung als Violinist am Hofe des Kurfürsten Clemens August I. von Bayern in Bonn erhalten. Dieser ermöglichte ihm eine Studienreise nach Italien, wo er von Giuseppe Tartini unterrichtet wurde. Tartini war es auch, der Touchemoulin anregte, sein kompositorisches Geschick weiterzuentwickeln. Dieser kehrte 1753 nach Bonn zurück, wo sein Gehalt im März 1753 auf 1.000 fl. erhöht wurde. Im folgenden Jahr wurde am 15. August eine seiner Sinfonien beim Pariser Concert Spirituel erfolgreich aufgeführt. Am 4. Februar 1761 erhielt er in Bonn die Stelle des Kapellmeisters, wobei er – entgegen den Gepflogenheiten – dem dienstälteren Sänger Ludwig van Beethoven, dem Großvater des gleichnamigen Komponisten, vorgezogen wurde. Doch bereits zwei Tage später starb der Kurfürst. Die Halbierung der Musikergehälter durch dessen Nachfolger Maximilian Friedrich von Königsegg-Rothenfels veranlasste Touchemoulin zu kündigen und noch im selben Jahr eine Stelle am Hofe der Fürsten von Thurn und Taxis in Regensburg anzutreten, die er bis an sein Lebensende behielt – zunächst als Violinist (als Kollege von František Xaver Pokorný), nach dem Tode von Joseph Riepel 1782 als fürstlicher Kapellmeister.

## Werke
Die wenigsten der Werke Touchemoulins wurden gedruckt und sein Schaffen geriet nach seinem Tode in Vergessenheit. Viele Handschriften befinden sich verstreut in europäischen und amerikanischen Musikbibliotheken. Die umfangreichste Sammlung besitzt die Thurn und Taxis Bibliothek in Regensburg.
Zweifelsfrei wurden bisher folgende Werke Touchemoulin zugeordnet.
- 6 Sinfonien Op. 1 Bonner Sinfonien (Paris 1754)
- 12 Sinfonien
- 5 Violinkonzerte (Im Vorwort der beiden ersten Konzerte Op. 2 (1775) bezeichnet er sich als „Schüler des berühmten Tartini“.)
- ein Cembalokonzert
- ein Flötenkonzert
- ein Divertimento per la tavola di S.A.S. il Principe della Torre e Tassis für 13 Instrumente
- ein Streichquartett
- 4 Sonaten für Violine und B. c.
- I furori di Orlando, Dramma semigiocoso, Regensburg 1777
- Musik zu Annette et Lubin (A. Blaise)
- Missa solemnis in g-moll, für Soli, Chor und Orchester
- Requiem in c-moll, für Soli, Chor und Orchester
- mehrere kleinere Instrumental- und Vokalwerke

## CD-Einspielungen
- Kammermusik am Hof von Thurn und Taxis (Regensburger Musikedition, 2013; BAL 5103)

Quartetto Luigi Tomasini

darin: Streichquartett F-Dur
- Concertos & Symphonies (Ramée 0807)

Alexis Kossenko – Flauto traverso, Daniel Sepec – Violine, Les inventions, Patrick Ayrton – Cembalo und Leitung

Sinfonia F-Dur op. 1 Nr.5 (Allegro-Andante-Presto)
Sinfonia G-Dur op. 1 Nr.2 (Allegro assai-Andante-Presto)
Violinkonzert D-Dur (Allegro moderato-Adagio-Presto)
Flötenkonzert A-Dur (Allegro-Largo-Presto)
Cembalo-Konzert C-Dur (Allegro ma non molto-Andantino-Tempo di Menuetto)
- Sonata Nr. 3 B-Dur für Violine und Generalbaß (Ars Burgundiae AB 001/01)

Helen Fouchères – Violine; Marion Middenway – Violoncello, Patrick Ayrton – Cembalo
- Die sechs Bonner Sinfonien op.1 (Universität Bonn 2002)

Capella academia, Walter L. Mik – Leitung

Sinfonia Es-Dur op. 1 Nr. 1 (Allegro-Andante-Presto)
Sinfonia G-Dur op. 1 Nr. 2 (Allegro assai-Andante-Presto)
Sinfonia F-Dur op. 1 Nr. 3 (Allegro-Andante-Presto)
Sinfonia D-Dur op. 1 Nr. 4 (Allegro assai-Andante-Presto)
Sinfonia F-Dur op. 1 Nr. 5 (Allegro-Andante-Presto)
Sinfonia C-Dur op. 1 Nr. 6 (Allegro moderato-Andante-Presto)
- Musik an der Universität Bonn (Universität Bonn 1997)

Collegium musicum, Walter L. Mik – Leitung

darin: Sinfonia Nr. 17 D-Dur (ca. 1790)
- Italienische Barockkonzerte (Koch München 1988)

Paul Meisen – Flöte, Kölner Kammerorchester, Helmut Müller-Brühl – Leitung
darin: Flötenkonzert A-Dur
- Hofmusik beim Fürsten von Thurn und Taxis (LP, Polydor International GmbH 1980)

Eberhard Kraus, Cembalo
darin: Chaconne D-Dur